# Osek (kraj środkowoczeski)
Osek – gmina w Czechach, w powiecie Beroun, w kraju środkowoczeskim. Według danych z dnia 1 stycznia 2013 liczyła 764 mieszkańców.